# SMovieDB
sMovieDB es un gestor de películas gratuito y de código abierto para GNU/Linux y Microsoft Windows. Permite catalogar y organizar una colección de películas para mantenerla ordenada y clasificada. 
Está integrado completamente en el escritorio KDE al estar desarrollado utilizando la  biblioteca Qt. Actualmente está en desarrollo la versión para Microsoft Windows
El motor de almacenamiento puede ser SQLite o MySQL permitiendo que la información de las películas este almacenada de forma central y visualizarla desde varios equipos con sMovieDB instalado.

## Lenguaje
sMovieDB está escrito en Python y la  Biblioteca Qt a través de PyQt, originalmente utilizando la versión Qt 3.x y en la actualidad migrando a Qt 4.x